# Волконский, Сергей Сергеевич
Князь Серге́й Серге́евич Волко́нский (1856—1916) — земский деятель из рода Волконских, член Государственной думы 3-го и 4-го созывов от Пензенской губернии.

## Биография
Сын рязанского земского деятеля князя Сергея Васильевича Волконского (1819—1884) и жены его Надежды Петровны Колобовой. Землевладелец Пензенской и Рязанской губерний (980 десятин).
Высшее образование получил в Санкт-Петербургском университете по юридическому факультету, по окончании которого в 1878 году отбывал воинскую повинность в гвардии. Некоторое время служил в Правительствующем Сенате, однако вскоре оставил службу и поселился в своем имении Успенский Азясь Мокшанского уезда Пензенской губернии, где посвятил себя общественной деятельности. С 1892 года избирался гласным Мокшанского уездного и Пензенского губернского земских собраний, а также почетным мировым судьей по Мокшанскому уезду. Был уездным предводителем дворянства, председателем Мокшанской уездной земской управы и членом уездного училищного совета от земства. Способствовал открытию школ и Мокшанской гимназии. Участвовал в съездах земских и городских деятелей в Москве. После провозглашения Октябрьского манифеста организовал в Пензенской губернии съезд октябристов.
В 1907 году был избран членом III Государственной думы от общего состава выборщиков Пензенского губернского избирательного собрания. Входил во фракцию октябристов. Состоял членом комиссий: по судебным реформам, сельскохозяйственной, по государственной обороне, а также по местному самоуправлению.
В 1912 году был избран в Государственную думу от съезда землевладельцев Пензенской губернии. Входил во фракцию октябристов, после её раскола — в группу Союза 17 октября и Прогрессивный блок. Состоял членом комиссий: по местному самоуправлению и по направлению законодательных предположений.
С началом Первой мировой войны, в августе 1914 года был назначен членом Верховного совета по призрению семей лиц, призванных на войну, а также семей раненых и павших воинов. Умер в 1916 году в Москве.